# Condado de Jackson (Texas)
O Condado de Jackson é um dos 254 condados do estado norte-americano do Texas. A sede do condado é Edna, que é também a sua maior cidade.
O condado possui uma área de 2220 km² (dos quais 71 km² estão cobertos por água), uma população de 14 391 habitantes, e uma densidade populacional de 7 hab/km² (segundo o censo nacional de 2000).
O condado foi criado em 1836.